# 217398 Tihany
217398 Tihany este un asteroid din centura principală de asteroizi.

## Descriere
217398 Tihany este un asteroid din centura principală de asteroizi. A fost descoperit pe 5 aprilie 2005 la Piszkesteto de Krisztián Sárneczky. Asteroidul prezintă o orbită caracterizată de o semiaxă mare de 2,28 ua, o excentricitate de 0,20 și o înclinație de 6,1° în raport cu ecliptica.